# 蔚盛斌
蔚盛斌（1968年7月—），男性，汉族，中共党员，湖北襄阳人，中华人民共和国政治人物。曾任湖北省人民政府秘书长，现任湖北省人民政府副省长。